# SHINE (LUNA SEA의 음반)
《SHINE》은 LUNA SEA의 6번째 정규 앨범이다. 2007년 12월 5일 최신 리마스터링 음원 및 "STORM", "SHINE, "I for You"의 PV가 수록된 DVD가 포함된 2장 세트로 유니버설 뮤직에서 재발매되었다.

## 개요
- 수록곡은 총 13곡·70분 이상의 러닝타임으로 LUNA SEA의 오리지널 앨범 중 가장 곡 수가 많고 러닝타임이 긴 앨범이다.
- 발매 후 인터뷰에서 스기조는 "『SHINE』은 전체적으로 그루브가 부족한 앨범"이라고 평가했다. "곡의 퀄리티는 훌륭한 것에 반해 레코딩에서 그에 맞는 표현이 불가능했다. 투어와 함께 곡도 성장하고 있어서 투어 후 녹음하는 것이 좋았을지도 모른다"고 밝혔다.
- 이 앨범을 기점으로 류이치의 창법이 크게 변화하였다. 이는, 카와무라 류이치로써의 솔로 활동이 큰 영향을 준 것으로 보인다.

## 수록곡
- 전체 작사 ・ 작곡 ・ 편곡：LUNA SEA

1. Time Has Come
원곡자 : J
첫 부분에서 시계 바늘 소리와 멤버의 심장 박동을 샘플링된 소리가 나온다. 싱글 "I for You"의 커플링곡인 "WITH"의 마지막 부분에 나오는 시계 바늘 소리와 이어짐으로써 앨범과 연결된다는 형태를 띄고 있다.
2. STORM
원곡자 : J
9th 싱글. 약 1년 간의 활동 휴지 이후 활동 재개 싱글 제1탄.
3. NO PAIN
원곡자 : 스기조
전쟁에 관한 노래. LUNA SEA의 곡 중에서는 처음으로 아이의 코러스가 도입됐다.
4. SHINE
원곡자 : J
10th 싱글. 지금까지의 LUNA SEA의 이미지와는 동떨어진 밝은 곡조나 가사 때문에 (솔로 활동을 통해 변화한 류이치의 창법도 포함), 류이치는 집의 자동 응답기에 "『 SHINE』은 카와무라 류이치의 노래잖아!"라며 팬들로부터 분노섞인 장난 전화가 있었던 일을 고백하기도 하였다. (참고로 이 곡을 만든 것은 류이치가 아니라 J이다). 라이브에서는 "IN MY DREAM (WITH SHIVER)"처럼 관객들이 손을 좌우로 흔드는 모습이 정평.
5. I for You
원곡자 : 스기조
11th 싱글. 카네시로 타케시, 후카다 쿄코 주연의 드라마 『신이시여, 조금만 더』의 주제가. 이 곡으로 『제49회 NHK홍백가합전』에도 출전했다. 또한, 드라마가 아시아 전역에서 방영된 것을 계기로 LUNA SEA의 이름도 아시아 방면에서 알려지게 되어 후에 개최되는 "FIRST ASIAN TOUR"(1999년 1월)의 포석이 됐다. 이 싱글의 제작 중에 히데가 타계하여 멤버들은 밤을 새가며 장례식장과 스튜디오를 오갔다고 한다. 원래 이 곡은 앨범 EDEN 때부터 원곡이 존재하여 현악기 편곡의 아이디어도 그 때부터 존재했으나, "아직 이런 웅장한 곡은 이르다"고 생각하여 몇번이나 레코딩을 미루고 있었다. 드라마 주제가 이야기가 나왔을 때 다시 이 곡이 거론되면서 류이치와 함께 멜로디를 모두 바꾼 다음 현재의 완성형에 다다르게 되었다고 한다. "멜로디는 아름다운데, 기타는 지저분한 곡"을 만들고 싶었다고 스기조는 밝혔다. 이 싱글을 제작 중에 히데가 타계하고 가사에 관해서 스기조와 류이치가 히데에 대한 메시지 송으로 해석을 했다고 후에 말했다. 이 곡의 현악기의 편곡은 외부에 의뢰하지 않고 SUGIZO가 단독으로 매킨토시를 써서 생각한 것으로 알려졌다. 현악기 중 첼로 연주에 스기조의 어머니가 참여하고 있다. 2006년에는 류이치가 솔로 커버 앨범 『evergreen ~あなたの忘れ物~』에서 셀프 커버했다.
6. Unlikelihood
원곡자 : J
영어 가사 부분은 J가 담당했다.
7. ANOTHER
원곡자 : J
곡의 초반에는 스기조가 바이올린을 연주하고 있다. 또 여성 싱어 (야마네 마이)가 참여하였다.
8. MILLENNIUM
원곡자 : 신야 & 스기조
제목은 "천년에 한번"이라는 의미로 스기조가 작명했다.
9. BROKEN
원곡자 : J
2014년에 25주년 기념으로 발매된 라이브 앨범 NEVER SOLD OUT 2를 통해 라이브 음원으로써는 첫 공식 음원화되었다.
10. VELVET
원곡자 : 이노란
11. Love Me
원곡자 : 스기조
곡 시작 시의 SE는 보코더와 테레민, 전 곡"VELVET"의 기타 솔로를 샘플링한 음원으로 구성되어 있다.
12. BREATHE
원곡자 : 이노란
가사는 류이치와 이노란의 공동작사. 나중에 발라드 베스트 앨범 SLOW에 이 곡의 PV가 최초 수록된 DVD가 동봉됐다. 디즈니 애니메이션 "뮬란"의 이미지 송인 이 영화의 일본판 사운드 트랙에는 보너스 트랙으로 이 곡에 현악기가 추가된 버전이 수록되어 있다.
13. UP TO YOU
원곡자 : 이노란
SHINE 발매 후 진행된 투어에서 피날레를 장식하던 곡으로, 이후 2010년 12월 31일에 고베 월드 기념 홀에서 열린 카운트다운 공연 때 첫 곡으로 연주되기도 하였다.